# كاثي فيليبس
كاثي فيليبس هي لاعبة هوكي الجليد كندية، ولدت في 7 أغسطس 1960.